# 1579 en musique classique
| \| • Retour à la chronologie générale de la musique classique • \| |
| Grèce • Rome • Haut Moyen Âge • VIIIe siècle • IXe siècle • Xe siècle • XIe siècle XIIe siècle • XIIIe siècle • XIVe siècle • XVe siècle • XVIe siècle • XVIIe siècle XVIIIe siècle • XIXe siècle • XXe siècle • XXIe siècle |
| • Retour à la chronologie générale de la musique classique • |

| Années en musique classique : 1576 - 1577 - 1578 - 1579 - 1580 - 1581 - 1582    |
| Décennies en musique classique : 1540 - 1550 - 1560 - 1570 - 1580 - 1590 - 1600 |

## Événements
- Hans Ruckers, fondateur d'une dynastie de facteurs de clavecins flamands, est admis dans la guilde de Saint-Luc d'Anvers.

## Naissances
- 30 août : Andreas I Ruckers, facteur de clavecins flamand († vers 1652).
- Melchior Franck, compositeur allemand († 1er juin 1639).

## Décès
- Miguel de Fuenllana, compositeur et vihueliste espagnol (né vers 1500).